# 高木守富
高木 守富（たかぎ もりとみ）は、江戸時代中期から後期にかけての旗本。石高は5,000石。通称は善左衛門。官位は従五位下・伊勢守、近江守。剣術家で玉影流を開いた。

## 略歴
河内国丹南藩祖・高木正次の弟・守次の系統。丹南藩分家筋の大身旗本・高木守節の子として誕生した。幼名を豊松。
父・守節（当時中奥小姓）が34歳で没し、明和5年（1768年）11月4日5歳にして家督を継ぐ。天明6年（1786年）12月18日、従五位下・伊勢守に叙任された。小姓組番頭、西丸書院番頭、本丸書院番頭、大番頭、駿府城代などを歴任した。天保5年（1834年）、72歳で没した。墓所は麹町の栖岸院（現在は杉並区永福に移転）。家督は正室所生の四男守影が継いだ。
若いころより武芸を好み、一心流、一宮流、信心流、直心影流など心五流を修めて、玉影流を開いた。
子孫は守影、守庸と続き、守庸の次男の正善は丹南藩主正坦の養嗣子となり、同藩最後の13代藩主となった。